# Fodros papsapkagomba
A fodros papsapkagomba (Helvella crispa) a papsapkagombafélék családjába tartozó, Eurázsiában és Amerikában honos, mérgező gombafaj.

## Megjelenése
A fodros papsapkagomba jellegzetes külsejű, termőtestének süvege két-három szabálytalan lapból áll, gyűrt, hullámos szélű, gyakran nyereg formájú, 3–8 cm átmérőjű. Külső, spóratermő felszíne fehéres vagy okkeres színű, alsó fele világosabb. Húsa fehér, törékeny. Íze és szaga nem jellegzetes.
Spórapora fehér. Spórái 17-20 x 10-12 mikrométeresek, elliptikusak, sima felszínűek, egy olajcseppel.
Tönkje maximum 4–7 cm magas, 1–3 cm vastag, lefelé kissé szélesedő, szabálytalan, soküregű, mély hosszanti barázdákkal. Kívül-belül fehéres.

### Hasonló fajok
Őszi termőideje és jellegzetes termőteste miatt más fajokkal nem téveszthető össze

## Elterjedése és termőhelye
Eurázsiában (Európa, Kína, Japán) és Észak-Amerikában honos. Magyarországon nem ritka. Lombos és vegyes erdőben található, homokos talajon. Helyenként gyakori lehet. Augusztus-október között terem.
Enyhén mérgező, alaposan meg kell főzni ahhoz, hogy ne okozzon gyomorpanaszokat, olyankor viszont elveszíti minden ízét és textúráját. Egyes feltételezések szerint rákkeltő anyagokat is tartalmazhat.  

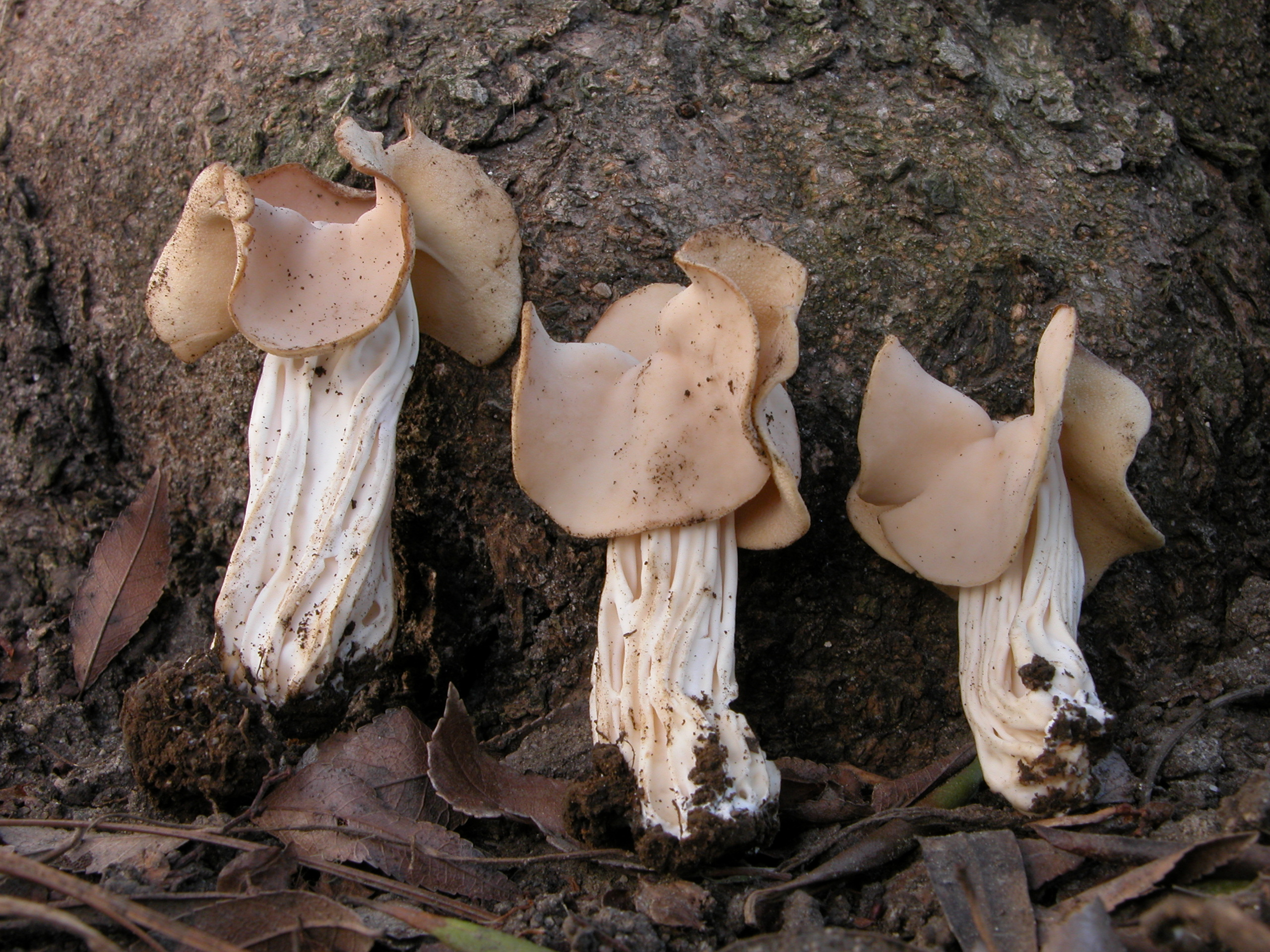
Fodros papsapkagomba
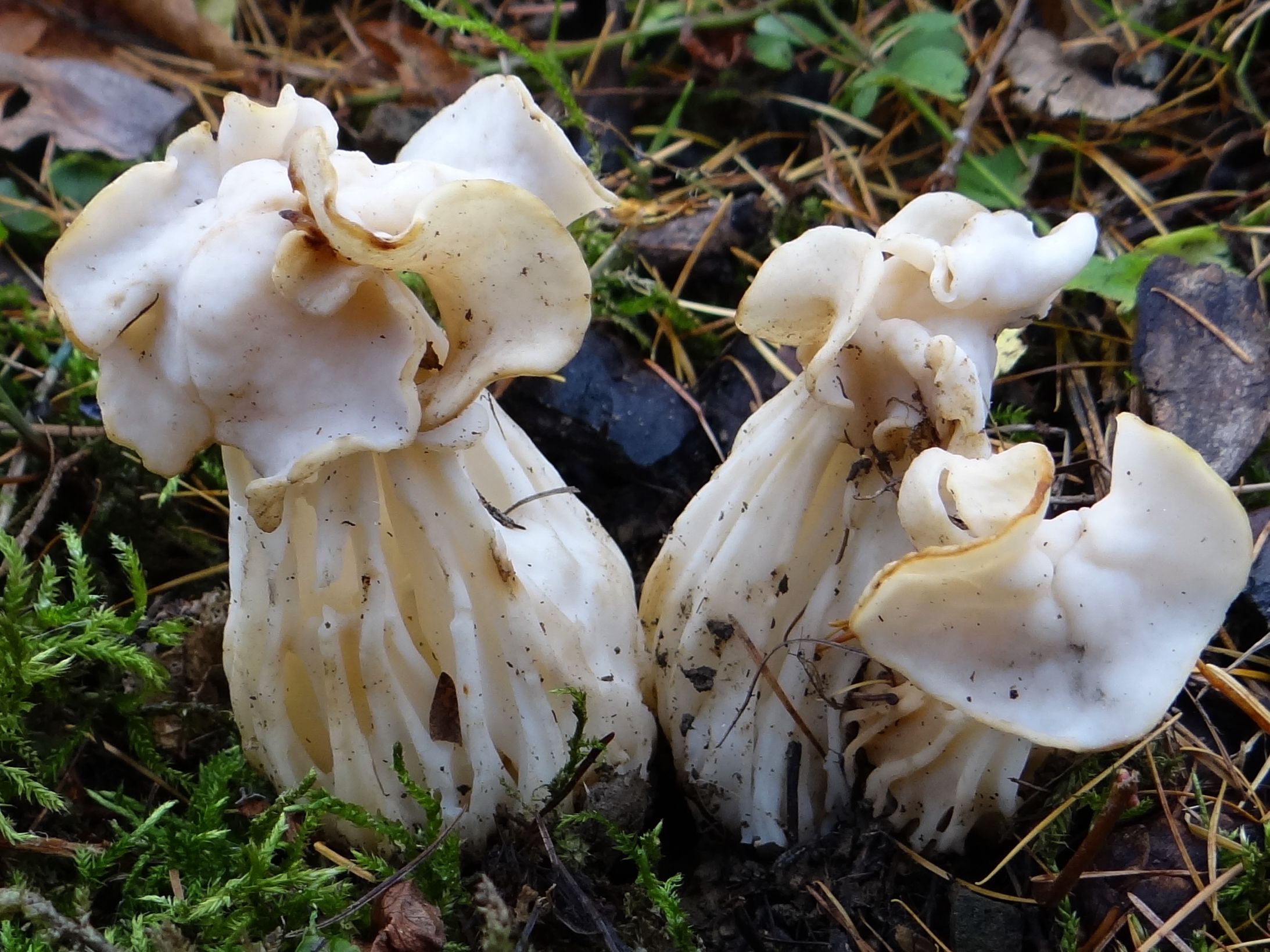
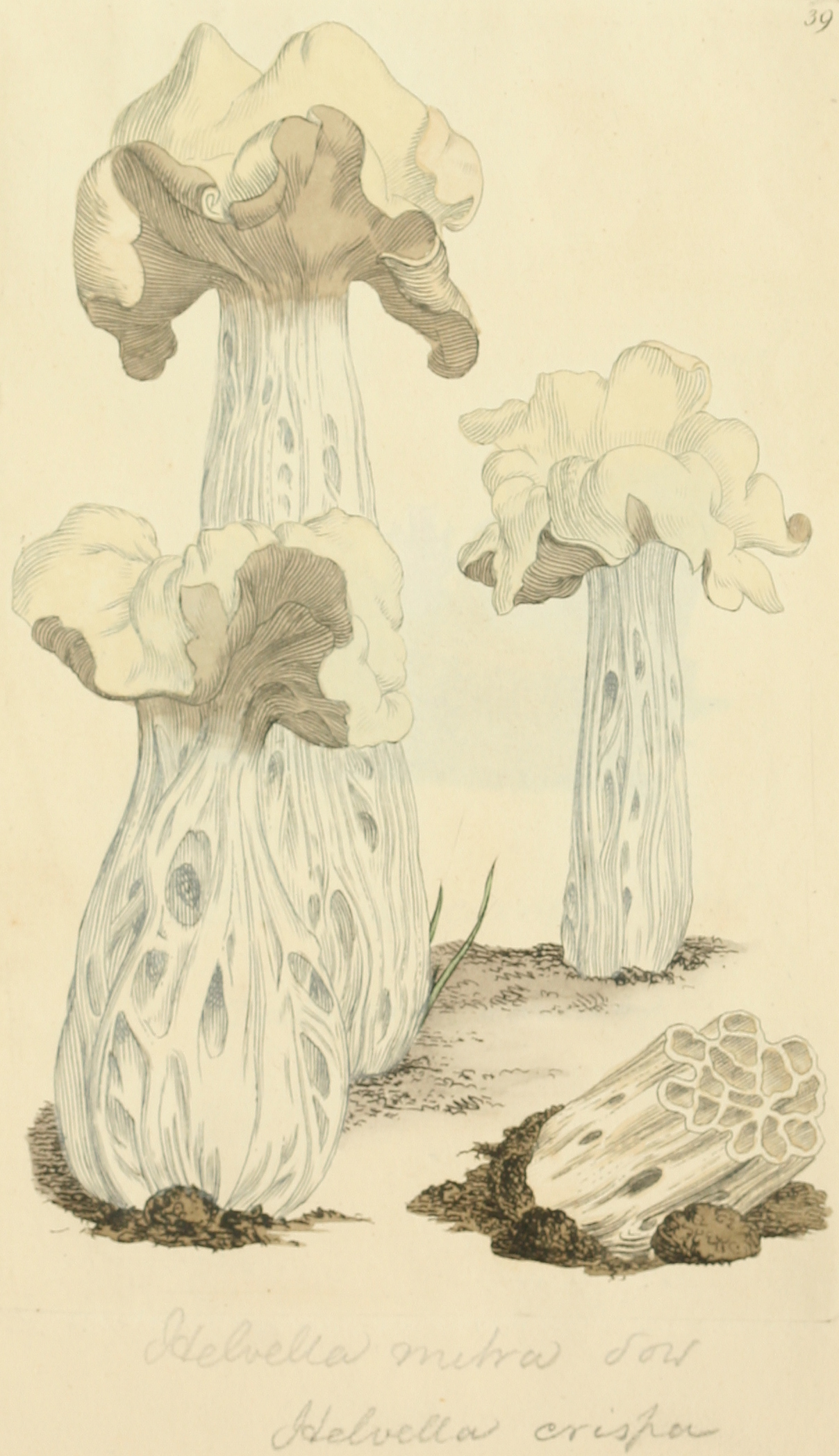
Ábrázolása egy 1797-es angol gombakönyvben
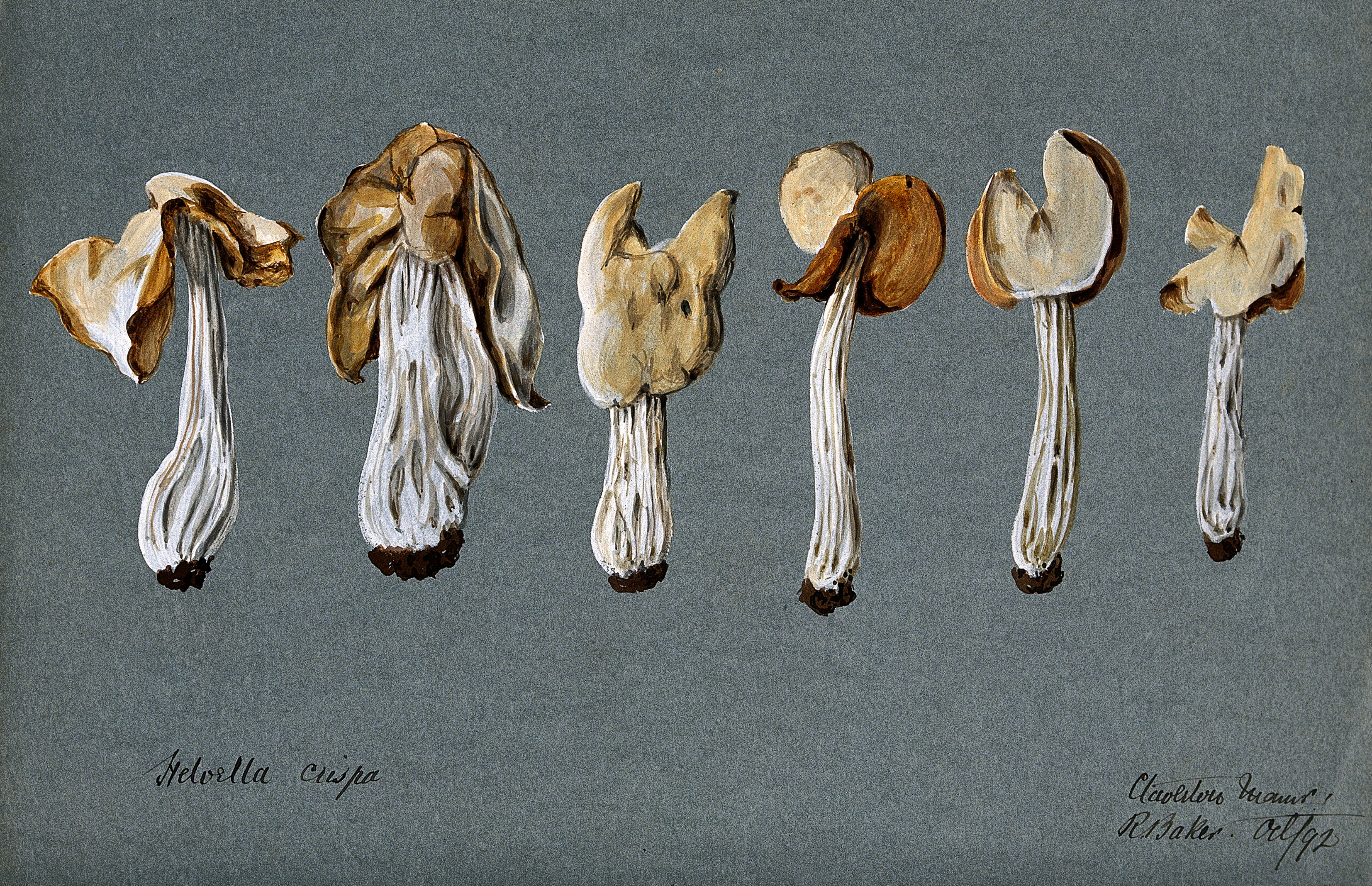
Ábrázolása 1892-ből